# Spinea
Spinea est une ville italienne d'environ 25 000 habitants située dans la ville métropolitaine de Venise et dans la région de Vénétie.

## Administration
| Période                                  | Période | Identité | Étiquette | Qualité |
| ---------------------------------------- | ------- | -------- | --------- | ------- |
|                                          |         |          |           |         |
| Les données manquantes sont à compléter. |         |          |           |         |

### Hameaux
Crea, Fornase, Orgnano, Rossignago

### Communes limitrophes
Martellago, Mira (Italie), Mirano, Venise